# Riccardia nagasakiensis
Riccardia nagasakiensis är en bladmossart som först beskrevs av Franz Stephani, och fick sitt nu gällande namn av Sinske Hattori. Riccardia nagasakiensis ingår i släktet flikbålmossor, och familjen Aneuraceae. Inga underarter finns listade i Catalogue of Life.